# Rio Mamore virus
Rio Mamore virus (англ.) — вирус из рода хантавирусов (Hantavirus). Является причиной хантавирусного кардиопульмонального синдрома и распространён на территории Южной Америки, преимущественно Боливии.

## История изучения
Впервые вирус обнаружен в 1997 году на территории Боливии. Тогда ему присвоили именование HTN-007. Позже, в 1999 в городе Икитос региона Лорето в Перу чистый образец удалось изолировать из пойманного короткоухого рисового хомячка (Oligoryzomys microtis). Этот вирус стал первым зарегистрированным случаем присутствия хантавирусов на территории Перу. Дальнейшие исследования показали, что вирусом инфицированно около 21,4 % всей популяции хомячков Oligoryzomys microtis.
В 1997 году выявлено близкое родство вируса Rio Mamore hantavirus с вирусом Андес, широко распространённым на территории Патагонии. В 2016 году название вида изменено, как и у других Bunyavirales.

## Переносчик
Естественным резервуаром для вируса являются короткоухие рисовые хомячки.